# 威爾金森 (密西西比州)
威爾金森（英語：Wilkinson）是位於美國密西西比州威爾金森縣的非建制地區。

## 歷史
威爾金森的郵局於1881年設立，其後於1955年停運。

## 地理
威爾金森所處的海拔為高於海平面41米（即135英呎），而該地所採用的時區為UTC-6，即北美中部時區（CST）。同時該地設有夏令時間，為UTC-6調快一小時，即UTC-5（CDT）。